# Östra sjö
Östra sjö är en sjö i Hässleholms kommun i Skåne och ingår i Helge ås huvudavrinningsområde. Sjön är 2,3 meter djup, har en yta på 0,28 kvadratkilometer och befinner sig 67,1 meter över havet. Sjön avvattnas av vattendraget Farstorpsån. Vid provfiske har bland annat abborre, braxen, gers och gädda fångats i sjön.

## Delavrinningsområde
Östra sjö ingår i det delavrinningsområde (623926-137583) som SMHI kallar för Förgrening. Medelhöjden är 86 meter över havet och ytan är 58,02 kvadratkilometer. Det finns inga avrinningsområden uppströms utan avrinningsområdet är högsta punkten. Farstorpsån som avvattnar avrinningsområdet har biflödesordning 3, vilket innebär att vattnet flödar genom totalt 3 vattendrag innan det når havet efter 87 kilometer. Avrinningsområdet består mestadels av skog (59 %) och jordbruk (23 %). Avrinningsområdet har 0,5 kvadratkilometer vattenytor vilket ger det en sjöprocent på 0,9 %.

## Fisk
Vid provfiske har följande fisk fångats i sjön:
- Abborre
- Braxen
- Gärs
- Gädda
- Karpfisk obestämd
- Mört
- Sarv
- Sutare